# Galvani (cráter)
Galvani es un cráter de impacto que se encuentra cerca de la extremidad noroeste de la Luna, al sur de la llanura amurallada más grande del cráter Volta. En parte se superpone al borde suroriental del cráter Langley, que ocupa la mitad de la distancia entre Volta y Galvani. Al noreste es aparece la gran llanura del cráter Repsold, y al oeste-suroeste, ya en la cara oculta de la Luna, se halla McLaughlin.
|  |

Debido a su ubicación, Galvani se ve con un ángulo oblicuo desde la Tierra, y aparece con un considerable escorzo. La visibilidad de este cráter se ve afectada por la libración de la Luna, por lo que a veces queda oculto.
El borde de Galvani está desgastado y redondeado, con un cráter situado en la pared interna hacia el suroeste. El borde del sudoeste ha sido modificado, rectificando parcialmente la forma de otro modo circular del perímetro. La pared interna es más ancha en el lado occidental en comparación con el oriental, por lo que el punto medio del suelo interior está ligeramente desplazado hacia el este. Una grieta del sistema Rimae Repsold cruza el borde por el noreste y atraviesa el interior y se bifurca cerca del punto medio para continuar hacia el oeste-suroeste y el sur.

## Cráteres satélite
Por convención estos elementos son identificados en los mapas lunares poniendo la letra en el lado del punto medio del cráter que está más cerca de Galvani.
|         | \| Galvani \| Coordenadas \| Diámetro \| \| ------- \| ----------------------------- \| -------- \| \| B \| 49°30′N 89°00′O / 49.5, -89.0 \| 15 km \| \| D \| 47°48′N 88°18′O / 47.8, -88.3 \| 13 km \| |          |
| Galvani | Coordenadas | Diámetro |
| B       | 49°30′N 89°00′O / 49.5, -89.0 | 15 km    |
| D       | 47°48′N 88°18′O / 47.8, -88.3 | 13 km    |